# Grote Prijs van de Etruskische Kust 2003
De Grote Prijs van de Etruskische Kust 2003 (Italiaans: Gran Premio Costa degli Etruschi 2003) was een wielrenwedstrijd die werd gehouden op 2 februari in Italië. De wedstrijd, de opening van het Italiaanse wielerseizoen, ging over 192 kilometer van San Vincenzo naar Donoratico en werd gewonnen door de Est Jaan Kirsipuu.

## Uitslag
| Grote Prijs van de Etruskische Kust 2003 |                     |                          |          |
| Plaats                                   | Naam                | Ploeg                    | Tijd     |
| Winnaar                                  | Jaan Kirsipuu       | Ag2r Prévoyance          | 4u50'00" |
| 2                                        | Fred Rodriguez      | Sidermec-Saunier Duval   | z.t.     |
| 3                                        | Werner Riebenbauer  | Team Fakta               | z.t.     |
| 4                                        | Paolo Bettini       | Quick Step-Davitamon     | z.t.     |
| 5                                        | Uros Murn           | Formaggi Pinzolo Fiave   | z.t      |
| 6                                        | Massimiliano Mori   | Formaggi Pinzolo Fiave   | z.t.     |
| 7                                        | Saulis Ruskys       | Marlux-Wincor Nixdorf    | z.t.     |
| 8                                        | Thierry Masschelein | Flanders - IteamNova.com | z.t.     |
| 9                                        | Giuseppe Palumbo    | De Nardi - Colpack       | z.t.     |
| 10                                       | Joeri Metloesjenko  | Landbouwkrediet-Colnago  | z.t.     |

1997 · 1998 · 1999 · 2000 · 2001 · 2002 · 2003 · 2004 · 2005 · 2006 · 2007 · 2008 · 2009 · 2010 · 2011 · 2012 · 2013 · 2014 · 2015 · 2016 · 2017